# Asymmetrisches Dimethylarginin
Asymmetrisches Dimethylarginin (ADMA) ist ein methyliertes Derivat der Aminosäure L-Arginin, das im Blutplasma des menschlichen Organismus zu finden ist. Es entsteht durch Protein-Methyl-Transferasen (PRMTs), die in Proteinen gebundenes Arginin methylieren. Diese Methylarginine werden durch Proteolyse freigesetzt. Der Abbau der methylierten Argininderivate wie ADMA erfolgt durch Dimethylarginin-dimethylaminohydrolasen (DDAHs). ADMA gilt als Risikomarker u. a. für die Arteriosklerose. In der Tiermedizin wird Symmetrisches Dimethylarginin als Marker für die Nierenfunktion eingesetzt.

## Medizinische Bedeutung
Erhöhte Werte für ADMA werden gefunden bei Menschen mit Bluthochdruck, erhöhten Cholesterin-Spiegeln, Diabetes mellitus und chronischer Nierenkrankheit. Es besteht eine enge Beziehung zwischen ADMA-Spiegeln im Blutplasma und der Dicke von Media und Intima der Arteria carotis communis, einem der Surrogat-Marker für Arteriosklerose in der Allgemeinbevölkerung.
Erhöhte ADMA-Spiegel sind bei Menschen mit koronarer Herzkrankheit, Diabetes und chronischer Nierenkrankheit ein starker Risikofaktor für das Auftreten von Herz-Kreislauf-Komplikationen wie z. B. Herzinfarkt oder Schlaganfall.
Möglicherweise führen erhöhte ADMA-Spiegel zu einer Inaktivierung von Stickstoffmonoxid, das normalerweise eine Entspannung der glatten Gefäßmuskulatur bewirkt, was wieder zu einer Vasodilatation und damit zu einer Absenkung der Nachlast des Herzens und des Blutdrucks führt. ADMA könnte so über eine Senkung der Stickstoffmonoxid-Spiegel an den Endothel-Zellen der Gefäßwand die Entstehung einer Arteriosklerose begünstigen. Der genaue molekulare Mechanismus, der zu einer Erhöhung von ADMA im Blut führt, ist bislang jedoch noch unbekannt (Stand 2014). Allerdings werden zunehmend ein erhöhter oxidativer und nitrosativer Stress sowie damit verbundene Stoffwechselstörungen wie erhöhte Homocysteinspiegel dafür verantwortlich gemacht. ADMA ist der endogene Antagonist von L-Arginin, des Substrats der Stickstoffmonoxidbildung, und damit ein entscheidender Krankheits- und Sterblichkeitsfaktor, der durch die Entkopplung der Synthese von Stickstoffmonoxid und den Verbrauch dieses Radikalfängers einen gefährlichen nitrosativen und oxidativen Stress erzeugen kann.

## Messmethoden und Referenzbereich
Die Bestimmung von ADMA erfolgt im analytischen oder klinischen Labor mit Hilfe von HPLC, eines ELISA oder der Massenspektrometrie. Im Blut eines gesunden Menschen gilt eine Konzentration von durchschnittlich 0,7 µmol/l (Mikromol pro Liter) als Normwert.